# Die fantastische Reise des Dr. Dolittle
Die fantastische Reise des Dr. Dolittle (Originaltitel: Dolittle) ist ein Fantasyfilm von Stephen Gaghan, der am 17. Januar 2020 in die US-amerikanischen und am 30. Januar 2020 in die deutschen Kinos gekommen ist.
Zunächst wurde der Film mit dem englischen Titel The Voyage of Doctor Dolittle angekündigt.

## Handlung
Der Arzt Dr. John Dolittle tritt eine gefährliche Reise an, um ein wundersames Heilmittel zu finden, damit er die Königin von England heilen kann. Die Reiseroute führt ihn auf die Spuren seiner verstorbenen Frau, der Wissenschaftlerin Lily Dolittle. John wird dabei von verschiedenen Tieren, mit denen er zusammen lebt und mit denen er sprechen kann, sowie von Tommy, der sein Arzthelfer werden will, begleitet.

## Produktion

### Literarische Vorlage und Stab
Der Film bedient sich verschiedener Figuren aus einer Sammlung von Hugh Lofting erdachten Kindergeschichten rund um Dr. Dolittle aus den 1920er Jahren.
Regie führte Stephen Gaghan, der gemeinsam mit Thomas Shepherd auch Loftings Kinderbuch für den Film adaptierte. Die Filmmusik komponierte Danny Elfman.
Robert Downey jr. übernahm im Film die Titelrolle von Dr. John Dolittle. Im Dezember 2017 wurde die Übernahme von Rollen durch Oscarpreisträger Jim Broadbent und Harry Collett bekanntgegeben.

### Veröffentlichung
Der Film kam am 17. Januar 2020 in die US-amerikanischen und am 30. Januar 2020 in die deutschen Kinos. Die US-Premiere erfolgte am 11. Januar 2020 im Regency Village Theater in Westwood.

## Synchronisation
Die deutsche Synchronbearbeitung entstand 2019 nach dem Dialogbuch von Klaus Bickert und unter der Dialogregie von Marius Clarén bei der FFS Film- & Fernseh-Synchron in Berlin.
| Darsteller                  | Rolle                              | Synchronsprecher         |
| --------------------------- | ---------------------------------- | ------------------------ |
| Robert Downey Jr.           | Dr. John Dolittle                  | Tobias Meister           |
| Antonio Banderas            | König Rassouli                     | Bernd Vollbrecht         |
| Michael Sheen               | Dr. Blair Müdfly                   | Marcus Off               |
| Jim Broadbent               | Lord Thomas Badgley                | Helmut Gauß              |
| Jessie Buckley              | Königin Victoria                   | Anna Grisebach           |
| Harry Collett               | Tommy Stubbins                     | David Kunze              |
| Emma Thompson (Stimme)      | Polynesia, der Papagei             | Monica Bielenstein       |
| Rami Malek (Stimme)         | Chee-Chee, der Gorilla             | Bastian Sierich          |
| John Cena (Stimme)          | Yoshi, der Eisbär                  | Dennis Schmidt-Foß       |
| Kumail Nanjiani (Stimme)    | Plimpton, der Strauß               | Marius Clarén            |
| Octavia Spencer (Stimme)    | Dab-Dab, die Ente                  | Martina Treger           |
| Tom Holland (Stimme)        | Jip, der Hund                      | Christian Zeiger         |
| Craig Robinson (Stimme)     | Kevin, das Eichhörnchen            | Matti Klemm              |
| Ralph Fiennes (Stimme)      | Barry, der Tiger                   | Udo Schenk               |
| Selena Gomez (Stimme)       | Betsy, die Giraffe                 | Patrizia Carlucci        |
| Marion Cotillard (Stimme)   | Tutu, die Füchsin                  | Natascha Geisler         |
| Kasia Smutniak              | Lily Dolittle                      | Dina Kürten              |
| Carmel Laniado              | Lady Rose                          | Valentina Bonalana       |
| Frances de la Tour (Stimme) | Ginko-Who-Soars, der Drache        | Kerstin Sanders-Dornseif |
| Jason Mantzoukas (Stimme)   | James, die Libelle                 | Axel Malzacher           |
| Ralph Ineson                | Onkel Arnall Stubbins              | K.Dieter Klebsch         |
| David Sheinkopf (Stimme)    | Don Carpenterino, die Riesenameise | Axel Lutter              |
| Tim Treloar (Stimme)        | Humphrey, der Wal                  | Pierre Peters-Arnolds    |

## Rezeption

### Kritiken
Der Film stieß unter den bei Rotten Tomatoes aufgeführten Kritiken auf ein eher gespaltenes Urteil. So bewerteten rund 14 Prozent der Kritiker den Film als positiv, beim Publikum konnte der Film aber zu rund 76 Prozent überzeugen.

### Einspielergebnis
Die weltweiten Einnahmen des Films aus Kinovorführungen belaufen sich bei einem Budget von 175 Millionen US-Dollar auf 245,52 Millionen US-Dollar, von denen er allein 77,05 Millionen im nordamerikanischen Raum einspielen konnte. Damit befindet er sich auf Platz 7 (Stand: 5. September 2023) der finanziell erfolgreichsten Filme des Jahres 2020. In Deutschland verzeichnete der Film insgesamt 904.964 Kinobesucher, womit er sich auf Platz 7 der Jahres-Charts 2020 befindet.

### Auszeichnungen
Costume Designers Guild Awards 2021
- Nominierung in der Kategorie „Science-Fiction- oder Fantasyfilm“ (Jenny Beavan)[13]

Goldene Himbeere 2021
- Auszeichnung als Schlechteste Neuverfilmung oder Fortsetzung
- Nominierung als Schlechtester Film
- Nominierung für die Schlechteste Regie (Stephen Gaghan)
- Nominierung für das Schlechteste Drehbuch (Stephen Gaghan, Chris McKay & Thomas Shepherd)
- Nominierung als Schlechtester Schauspieler (Robert Downey Jr.)
- Nominierung als Schlechteste Filmpaarung (Robert Downey Jr. und sein „nicht überzeugender walisischer Akzent“)[14]

Nickelodeon Kids’ Choice Awards 2021
- Auszeichnung als Bester Schauspieler (Robert Downey Jr.)
- Nominierung als Bester Film[15][16]

People’s Choice Awards 2020
- Nominierung als Bester Familienfilm des Jahres
- Nominierung als Bester Filmschauspieler (Robert Downey Jr.)[17]

Set Decorators of America Awards 2021
- Nominierung für das Beste Szenenbild in einer Komödie oder einem Musical (Lee Sandales & Dominic Watkins)[18]